# ¡Happy Birthday Guadalupe!
"Happy Birthday Guadalupe" é uma musica de natal da banda americanos de rock The Killers com participações dos artistas Wild Light e Mariachi El Bronx lançado como download digital no dia 1 de dezembro de 2009, Dia Mundial de combate à AIDS.
Essa música segue a tradição da banda Killers de lançar um single de natal todos os anos,e vai ser o 4° ano seguido desde 2006, sendo as outras "A Great Big Sled", "Don't Shoot Me Santa" e "Joseph, Better You Than Me". 

## Faixas
- CD Single

1. "¡Happy Birthday Guadalupe!" - 4:33

## Paradas musicais
| Paradas (2009)   | Melhor posição |
| ---------------- | -------------- |
| UK Singles Chart | 110            |